# 스페나코돈과
스페나코돈과는 석탄기 후반에서 페름기 중간까지 살았던 단궁류 반룡이다. 원시의 형태(합토두스 등)은 일반적으로 작다.(60cm에서 1m까지이다.) 그러나 페름기 후기 동안 스페나코돈과는 크기가 3m 이상으로 증가하였다. 두개골은 굵고 길며 폭이 좁았고 턱근육은 튼튼해 적응이 되어 환경에서는 가장 힘이 쎈 육식 동물이 되었다. 앞이빨은 크며 단도 같이 생겼고 그에 비해 옆쪽 이빨과 뒷턱은 너무 작다. 척추와 "돛"은 몇몇의 크고(길이:3m)이 그룹의 수보다 앞선 무리(디메트로돈, 세코돈토사우루스, 테노스폰딜루스)는 큰 돛을 통해 뒤로 가고, 척추골, 신경 등뼈를 연장해 생겨났으며 피부와 혈관으로 덥혀져 있고. 아마도 기능은 체온 조절이였을 것이다.
단 스페나코돈과에도 이러한 "돛"을 지니지 않은 종이 있었다. 예를 들자면 스페나코돈과 매우 유사하고 관련이있는 종인 디메트로돈은 돛을 가지고 있다. 페름기 동안 이 두 종류는 좁은 대양에 의해 분리되었다. 그러나 고립된 종은 뚜렷하지 못했고, 이 종류는 돛을 발달시켰고 다른 그룹은 돛을 발달시키지 못했다.

## 같이 보기
- 햅토두스
- 포유류의 진화